# أوكوتيلة
الأوكوتيلة (الاسم العلمي: Fouquieria) هي جنس من النباتات تتبع الفصيلة الأوكوتيلية من رتبة الخلنجيات.